# 奧爾貝尼鄉
46°17′N 27°01′E / 46.283°N 27.017°E
奧爾貝尼鄉（羅馬尼亞語：Comuna Orbeni, Bacău），是羅馬尼亞的鄉份，位於該國東北部，由巴克烏縣負責管轄，面積57平方公里，海拔高度228米，2007年人口4,081，人口密度每平方公里71人。